# محمود مرسال
محمود مرسال (مواليد 16 ديسمبر 1940) هو ملاكم مصري، مثّل بلاده في الألعاب الأولمبية الصيفية 1964.

## روابط خارجية
محمود مرسال على موقع أوليمبيديا (الإنجليزية)